# برنارد ال. کوالسکی
برنار ال. کوالسکی (انگلیسی: Bernard L. Kowalski؛ ‏ ۲ اوت ۱۹۲۹ – ۲۶ اکتبر ۲۰۰۷) کارگردان، فیلم‌نامه‌نویس، و تهیه‌کننده فیلم اهل ایالات متحده آمریکا بود. وی بین سال‌های ۱۹۵۴ تا ۲۰۰۰ میلادی فعالیت می‌کرد. از فیلم های او می توان به ماچو کالاهان اشاره کرد.